# Bibliai kánon
A bibliai kánon olyan szövegek (vagy „könyvek”) összessége, amelyeket egy adott zsidó vagy keresztény vallási közösség hiteles írásnak tekint. 
E könyvek listája, amelyek a Szentírás részét alkotják a vallási elöljárók közötti hosszas vita során jelent meg. Az elfogadott könyvek végső listáját gyakran úgy tartják, hogy azokat Isten ihlette. Ennek ellenére még mindig különbségek vannak a zsidó és a keresztény kánon, valamint a főbb keresztény irányzatok kánonjai között.
Már a 2. századtól fogva találkozunk a keresztény irodalomban olyan kifejezésekkel, mint az egyház kánona, az igazság kánona, a hit kánona. A kifejezést először és egyértelműen Athanasziosz (Atanáz) püspök alkalmazta a Bibliára Kr. u. 350 körül.
A kanonizáció kifejezés azt jelenti, hogy az egyház elismerte az egyes iratok isteni ihletettségét és ezzel a kánonhoz való tartozását. Ha a kanonizáció folyamatáról beszélünk az ó- és újszövetségi egyházban, akkor arról van szó, hogy mikor, miként ismerték el az egyes iratok kanonikus voltát és csatolták véglegesen a kánonhoz.
A zsidók és a keresztények egyaránt azt vallják, hogy a Biblia tanítása szerint Isten kiválasztott „szent embereit”, a prófétákat használta fel arra, hogy az emberiségnek szóló üzeneteit tolmácsolják. A keresztények továbbá azt is vallják, hogy a prófétai írások megőrzését és minden néppel, emberrel való megismertetését pedig egyházára bízta. Pál apostol a zsidó nép jelentőségéről szólva az első helyen említi, hogy „Isten rájuk bízta az Ő beszédeit” (Rómaiakhoz írt levél 3,2).

## Etimológia
A kánon szó görög eredetű és „vesszőt”, „vonalzót”, „botot”, „mérővesszőt” jelent. Valószínűleg közös eredetű a héber kaneh szóval, amely „nád”, „sás”, „vessző”, „mérővessző” jelentésű (Ezékiel könyve 40,3 és 42,16). Már az ókori klasszikus irodalomban is használták „norma”, „szabály”, „példa”, „minta” értelemben, és az Újszövetségben is megtaláljuk (Második levél a korintusiaknak 10,13, Levél a galatáknak 6,16 stb.).
A kánon szó a bibliai iratokra alkalmazva a hit szabályát tartalmazó, az Istentől ihletett iratok együttesét, gyűjteményét jelenti.

## Az Ószövetség kanonizációja
| TÓRA                                       | TÖRVÉNY                                                                         | TÖRVÉNY                                                        | TÖRVÉNY                                                                            |
| ------------------------------------------ | ------------------------------------------------------------------------------- | -------------------------------------------------------------- | ---------------------------------------------------------------------------------- |
| Héber                                      | Magyar                                                                          | Latin                                                          | Fordítás                                                                           |
| Böresit Sömot Vajjiqrá Bömidbar Döbarim    | Mózes 1. könyve Mózes 2. könyve Mózes 3. könyve Mózes 4. könyve Mózes 5. könyve | Genezis Exodus Leviticus Numeri Deuteronomium                  | Teremtés könyve Kivonulás könyve Léviták könyve Számok könyve Második törvénykönyv |
| NEBIIM                                     | PRÓFÉTÁK                                                                        | PRÓFÉTÁK                                                       | PRÓFÉTÁK                                                                           |
|                                            | Korábbi próféták                                                                | Korábbi próféták                                               | Józsué Bírák Sámuel Királyok                                                       |
| Későbbi próféták                           | Későbbi próféták                                                                | Ézsaiás (Izaiás) Jeremiás Ezékiel A tizenkét, ún. kispróféta   |                                                                                    |
| KÖTUBIM                                    | ÍRÁSOK                                                                          | ÍRÁSOK                                                         | ÍRÁSOK                                                                             |
|                                            | Költői könyvek                                                                  | Költői könyvek                                                 | Zsoltárok Példabeszédek Jób                                                        |
| Az öt tekercs (Megillót- ünnepi tekercsek) | Az öt tekercs (Megillót- ünnepi tekercsek)                                      | Énekek éneke Ruth Jeremiás siralmai Eszter A prédikátor könyve |                                                                                    |
| Történelmi könyvek                         | Történelmi könyvek                                                              | Dániel könyve Ezsdrás és Nehémiás Krónikák                     |                                                                                    |

Az Ószövetség kanonizációja hosszú folyamat végeredménye. Kr. e. 400 körül, Nehémiás és Malakiás idejében a zsidó kánon a maga huszonnégy könyvével már teljes volt.
Iosephus Flaviusnak az 1. század végén a művében azt írta, hogy a zsidók 22 könyvet tekintenek isteninek, és hogy azok a zsidó könyvek, amelyeket Artaxerxes perzsa király (azaz Nehémiás) ideje óta írtak, nem rendelkeznek azzal az isteni ihletéssel, mert utána a próféták már nem követték egyértelműen egymást. Ő megerősíti, hogy a kánont a Malakiás könyvével kronológiailag lezárták, amit a Talmud is mond.
Iosephus Flavius valószínűleg azért beszél csak 22 könyvről, mert Rúth könyvét és a Jeremiás siralmait függeléknek tekintette, az elsőt a Bírák könyvéhez, a másodikat a Jeremiás könyvéhez.
A Tórán és a prófétai könyveken (Nebiim) kívüli írások elfogadottsága változó volt, a különböző csoportok különböző könyvekben láttak tekintélyt.
A judaizmusnak is voltak szektái, azaz amelyek kisebbségi nézeteket követtek és amelyek ezoterikus vagy titkos szentírásokkal rendelkeztek, mint például az esszénusok.  A zsidó vallási elöljárók ezért kénytelenek voltak kánont alkotni, azaz a szent írások listáját, amelyeket elfogadtak, illetve amelyeket elutasítottak és tiltottak.

### Rabbinikus judaizmus
A legelső, egységesen sugalmazottnak elfogadott könyvek csoportja a Tóra, azaz a Törvénykönyv (Mózes öt könyve) volt. Ez már a Kr. e. 4. században többé kevésbé kialakult.
A prófétai könyvek (Nebi’îm) kánonja valamikor a Kr. e. 2. században véglegesült, bár ezt nem minden zsidó felekezet fogadta el. Így például a szadduceusok kizárólag a Tóra sugalmazottságát vallották.
A legvitatottabb azonban a Ketûbîm (azaz Írások) listája volt. A kereszténység kialakulásának idejében erről még nem volt egységes álláspont a zsidók körében. Egyes zsidó csoportok (például az alexandriai diaszpórában élők több olyan könyvet is elismertek sugalmazottnak, amit a judeai farizeus zsidóság nem tekintett annak. Ezek egy része már eleve görögül íródott, ám többségük arámi vagy héber könyvek koiné görög fordítása volt.
A 24 könyvet tartalmazó zsidó kánon legkorábbi említése az apokrif Ezdrás 2. könyvében található, amely az 1. században íródott. Iosephus Flavius, a korabeli történész 22 bibliai könyvet említ, de azért, mert feltehetően összevonta Rúth és Bírák történetét, valamint Jeremiást és Jeremiás siralmait.
A végleges héber kánon 24 könyvbe sorolja az Ószövetség iratait, szemben a keresztény (protestáns) 39-es felosztással, amely a Septuaginta (az alexandriai görög fordítás) felosztását követi. A különbözőség abból adódik, hogy a héber kánonban Sámuel első és második könyve, valamint A királyok első és második könyve és A krónikák első és második könyve csak egy-egy könyv, a 12 kispróféta is egy könyv, illetve Ezdrás és Nehémiás könyvei is egyetlen könyvet alkotnak.

### Az Ószövetség kanonizációjának dokumentumai
1. A legtöbb ószövetségi könyv említést tesz a már létező egyéb szent iratokról, vagy azok gyűjtéséről; ezeket abszolút tekintélyű, ihletett kinyilatkoztatásnak ismerték el. Például „Még ezek is Salamon példabeszédei, melyeket összeszedegettek Ezékiásnak, a Júda királyának emberei” (Péld 25,1).
2. Az Ószövetség Kr. e. 250 körül Alexandriában elkészített görög fordítása, a Szeptuaginta tanúsítja, hogy a kánon gyűjteménye akkor már teljes volt.
3. A Kr. e. 132 körüli Jézus, Sirák fiának könyve című deuterokanonikus irat bevezetése szerint ez idő tájt már nemcsak egységes gyűjteményként voltak ismertek a szent iratok, hanem az Újszövetségből ismert hármas felosztás is megvolt: a törvény, a próféták és az írások.
4. Az újszövetségi iratok, azon belül különösképpen Jézus bizonyságtétele az „Írásokról”, szintén igen fontos tanúság. Az Kr. u. 1. század első felében a szent iratok egységes gyűjteményként voltak használatban, és a kettes („a törvény és a próféták”) vagy hármas felosztás („a törvény, a próféták és az írások” vagy „zsoltárok”) is érvényben volt. „Ne gondoljátok, hogy jöttem a törvénynek vagy a prófétáknak eltörlésére. Nem jöttem, hogy eltöröljem, hanem inkább, hogy betöltsem” (Máté evangéliuma 5,17).
5. Philón, az alexandriai görög műveltségű zsidó filozófus Kr. u. 40 körül szintén úgy beszél a szent iratokról, mint amelyek „a törvény, a próféták, a himnuszok és a többi írás” gyűjteményét foglalják magukba, amelyek „nevelik és tökéletesítik a tudást és a kegyességet”. (De Vita Contemplativa, III. 25.)
6. Josephus Flavius, zsidó történetíró (kb. Kr. u. 37–100) írja: „I. Artaxerxész (Longimanusz, Kr. e. 464 – 424) óta egészen a mi időnkig ugyancsak mindent feljegyeztek. Ezeket az írásokat mégsem tartjuk az előbbiekkel azonos hitelességűeknek, mivelhogy megszakadt a próféták pontosan nyilvántartott láncolata. A gyakorlat mutatja meg, miként közeledünk mi saját írásainkhoz. Bár roppant idő telt el azóta, sem hozzátenni, sem elvenni belőlük, sem megváltoztatni bármit is nem merészelt senki, mert minden zsidóban már születésétől fogva benne gyökerezik az a meggyőződés, hogy ezek Isten végzései…” (Apión ellen, avagy a zsidó nép ősi voltáról, Budapest, 1984 – Hahn István fordítása)
7. Egyes tudósok úgy gondolják, hogy Kr. u. 90 körül Jochanan ben Zakkai rabbi vezetésével zsinatot tartottak Jamniában, amely a zsidó vallás központja lett Jeruzsálem pusztulása után, és ezen a zsinaton megállapították a héber kánon máig érvényben lévő, 24 könyvet tartalmazó katalógusát. Az elméletet Heinrich Graetz dolgozta ki 1871-ben, mely hamar népszerű lett. Azonban már 1925-ben megkérdőjelezte W. M. Christie a The Journal of Theological Studies szakfolyóiratban megjelent cikkében a zsinat történelmiségét és az 1960-as, 70-es évekre általános nézet lett az elmélet megalapozatlan volta.[10] A kritikusok szerint a héber kánon a Kr. e. 4. században rögzítve volt már, és ezen semmit sem változtattak az Kr. u. 1. században a zsidó írástudók körében lefolytatott viták egynémely könyv kanonikusságáról. A palesztinai kánon jelenleg is érvényes sorrendjéről az első dokumentum Meliton sárdisi keresztény püspöktől való a Kr. u. 170 körülről, aki a Közel-Keletre utazott azért, hogy pontosan ismerteti az iratok számát és sorrendjét a héber kánonban. Végül a Kr. u. 5. századból való Babilóniai Talmud a mai héber kánon felosztásával és sorrendjével pontosan azonos, teljes katalógust közöl, amelyet az alábbiakban ismertetünk. (Ebben a sorrendben találjuk az iratokat a mai kiadású héber nyelvű bibliákban is.)

### Keresztény kánonok
Az első keresztények számára a héber Biblia volt a szent írás. De ekkor még a zsidóság kánonja sem volt véglegesen lezárt, így az apokrif iratok is a korai keresztények vallási irodalma volt.
A zsidóság szent iratainak értékét maga Jézus is elismerte, ugyanakkor önmagának tulajdonította a jogot arra, hogy ezek végső értelmét feltárja. Pál apostol is egy-egy vitás kérdés eldöntéséhez az Ószövetség tanítását és Jézus szavait egyaránt döntő érvként használta, ugyanakkor nyomatékosan kijelentette, hogy a héber Biblia igazi értelme Krisztus, így az írásokat a Krisztus megváltásának fényében kell értelmezni.
A nyugati kereszténység (katolikus egyház) kánonját a római zsinat (382), a hippói zsinat (393) és a két karthágói zsinat (397 és 419) véglegesítették, majd a középkor végén a firenzei zsinat (1431–1449), végül pedig az újkorban a tridenti zsinat (1545–1563) erősítette meg.
Ezek a zsinatok hozták létre a katolikus bibliai kánont, amely ma 46 ószövetségi könyvből áll és további 27 újszövetségi könyvből, a bibliai kánon így összesen 73 könyvet alkot.

### Újkor
A reformáció idején az ószövetségi kánon korábban megszokott terjedelme is megkérdőjeleződött, amely a Septuagintán alapult.

#### Luther
Luther Márton a 16. század elején fordította le a Bibliát német nyelvre, és először 1534-ben adott ki egy teljes Bibliát. Az Ószövetség fordításában a zsidó kánonra alapozta munkáját, a deuterokánonikus könyveket függelékbe tette, azaz hét ószövetségi könyvet áthelyezett az apokrifok közé, amelyek nem tekinthetők egyenlőnek a Szentírás többi könyvével, de hasznos és jó olvasni őket. Ez a hét könyv: 
- Judit könyve,
- Tóbiás könyve,
- Makkabeusok első könyve,
- Makkabeusok második könyve,
- A bölcsesség könyve,
- Sirák fia könyve,
- Báruk könyve.

Luther ezeket a könyveket az Ó- és az Újszövetség közé helyezte. Emiatt ezeket a műveket néha intertestamentális könyveknek is nevezik.
Az Ezdrás 3. könyvét és 4. könyvét teljesen kihagyta. Luther vitatta e könyvek kanonikus voltát. A felosztás tekintélyeként Jeromost idézte, aki az 5. század elején megkülönböztette a héber Bibliát és a Septuagintát, kijelentve, hogy a nem héber nyelvű ószövetségi könyvek nem kanonikusak.

#### Katolikus egyház
1546-ban a katolikus egyház tridenti zsinata dogmatizálta az apokrifok folytonosságát a következő módon:
A zsinat elfogadja és tiszteli az összes könyvet, (belefoglalva az apokrifokat) mind az Ó- mind az Újszövetséget. Az egy Istent tekinti mindkettő szerzőjének... Ha valaki nem fogadja el szentnek és kanonikusnak a mondott könyveket teljességükben, minden részlettel együtt, amint a Katolikus Egyházban olvassák, azon legyen átok.
A zsinat minden bizonnyal a reformációval szembeni ellentét miatt fogalmazott ilyen formában.
Ennek ellenére neves katolikus teológusok is tagadták az apokrif iratok kanonikusságát, köztük például Tommaso De Vio bíboros.

#### Felekezeti kánonok
A protestánsok visszatértek a héber ószövetségi kánonhoz, a keleti ortodox egyházakban pedig máig a Septuagintát használják Ószövetségként.
Ma különböző ószövetségi kánonok léteznek:
- héber kánon,
- szamaritánus kánon,
- katolikus keresztény kánon,
- ortodox keresztény kánon,
- protestáns keresztény kánon,
- kopt keresztény kánon,
- szír ort. keresztény kánon,
- etióp ort. keresztény kánon,
- örmény keresztény kánon.

Bővebben lásd a cikk alján a táblázatot.

## Csoportosítás kanonikusság alapján
| Az Ószövetség könyvei           | Az Ószövetség könyvei | Az Ószövetség könyvei                             |
| ------------------------------- | --- | ------------------------------------------------- |
| TÖRTÉNELMI KÖNYVEK              | Mózes 1–5 Józsué Bírák Ruth Sámuel 1–2 | Királyok 1–2 Krónikák 1–2 Ezsdrás Nehémiás Eszter |
| ÍRÁSOK                          | Jób Zsoltárok Példabeszédek | Prédikátor Énekek éneke                           |
| PRÓFÉTÁK                        | Ésaiás Jeremiás Jeremiás siralmai | Ezékiel Dániel                                    |
| KIS PRÓFÉTÁK                    | Hóseás Jóel Ámosz Abdiás Jónás Mikeás | Náhum Habakuk Zófóniás Haggeus Zakariás Malakiás  |
| Az Újszövetség könyvei          | |                                                   |
| EVANGÉLIUMOK                    | Máté Márk Lukács János | Máté Márk Lukács János                            |
| ŐSKERESZTÉNY EGYHÁZ KIALAKULÁSA | Az apostolok cselekedetei | Az apostolok cselekedetei                         |
| APOSTOLI LEVELEK                | Rómaiakhoz Korinthusiakhoz 1–2 Galatákhoz Efézusiakhoz Filippiekhez Kolosséiakhoz Thesszalonikaiakhoz 1–2 Timóteushoz 1–2 Títuszhoz Filemonhoz | A zsidókhoz Jakab Péter 1–2 János 1–3 Júdás       |
| APOKALIPTIKUS LEVÉL             | A jelenések könyve | A jelenések könyve                                |

### A négy fő csoport
Az összes iratot, amelyeket a kanonizáció folyamán megvizsgáltak, négy csoportba oszthatjuk. Az első századok egyházatyáitól valók az alábbi fogalmak és a csoportosítás.
- Homologoumena csoport: Azok az iratok tartoznak ide, amelyeket egyhangúlag, azonnal mindenki kanonikusnak fogadott el. (Az elnevezés a homologeo igéből származik, amelynek jelentése: 'egyetérteni'.)
- Antilegomena csoport: Az a néhány ó- és újszövetségi irat tartozik ide, amelyeket szintén sokan és azonnal elismertek, egyesek azonban később kétségbe vonták a kanonikusságukat. (Az elnevezés az antilego igéből származik, amelynek jelentése: 'ellentmondani'.) Ezek az ellenvetések, melyekről bebizonyosodott, hogy félreértésen, illetve meg nem értésen alapultak, nem rendítették meg e könyvek kánoni tekintélyét.
- A pszeudoepigráf iratok csoportja: Ide tartoznak azok az írások, amelyeket egyöntetűen mindenki elvetett, mint a prófétai, apostoli iratok utánzásával próbálkozó hamisítványokat. (A pseudoepigrafo kifejezés jelentése: 'álírások, hamisítványok'.)
- Az apokrif iratok csoportja: Azok a könyvek tartoznak az apokrifek közé, amelyeket általánosan nem fogadtak el kanonikusnak, egyesek vagy egyes zsinatok azonban igen. (Az apokripha görög kifejezés jelentése: 'elrejtett'. Arra utal, hogy ezeket az iratokat nem volt szabad olvasni a zsinagóga, illetve a keresztény gyülekezet istentiszteletein.)

### Deuterokanonikus könyvek
A 4. században volt egy második kanonizáció, amikor néhány további könyvet is beillesztettek a kánonba. Ezeket az úgynevezett deuterokanonikus könyvek, vagyis a „második kánonhoz tartozó” könyveket ma csak a katolikus és az ortodox Biblia tartalmazza, a protestáns Biblia nem. A protestánsok az apokrif iratok közé sorolják őket.

## A Biblia egykor vitatott könyvei (antilegomenák)
Vannak olyan könyvek, amelyek ma benne vannak a kánonban, de sokáig vitatottak voltak, ezek az antilegomenák.

## A Biblia deuterokanonikus könyvei
A következő könyveket a protestáns kánon nem tartalmazza. A protestánsok apokrif iratoknak tartják őket.

## Apokrif vagy pszeudoepigráf (álfeliratú) iratok
Semelyik jelentősebb mai egyház nem fogadja el őket. Némelyiküket egyes bibliaváltozatok valaha tartalmaztak, illetve egyes mai kisebb keresztény egyházak (például a kopt és az etiópiai) elfogadják. (A kopt egyház Bibliája például tartalmazza az Énokh könyvét (Henoch apokalipszise) és a Pál levele a laodicabeliekhez című iratot.)

## A kereszténység irányzataiban
A római katolikusoknál 73 kanonikus könyv van: 39 protokanonikus, 7 deuterokanonikus és 27 újszövetségi.
Az ortodox kereszténység jó részében 76 kanonikus könyv van: 39 protokanonikus, 10 deuterokanonikus és 27 újszövetségi.
A protestánsok zöménél 66 kanonikus könyv van.
Összehasonlítás
A kereszténység különböző irányzataiban, ágaiban elfogadott kanonikus könyvek:

### Ószövetség
|                                     | Ortodox Ószövetség | Ortodox Ószövetség | Ortodox Ószövetség | Nyugati keresztény Ószövetség | Nyugati keresztény Ószövetség | Ősi keleti Ószövetség | Ősi keleti Ószövetség | Ősi keleti Ószövetség | Ősi keleti Ószövetség |
| Könyvek és részek                   | Zsinati            | Szláv              | Görög              | Katolikus                     | Protestáns                    | Örmény apostoli       | Szíriai               | Kopt ortodox          | Etióp ortodox         |
| ----------------------------------- | ------------------ | ------------------ | ------------------ | ----------------------------- | ----------------------------- | --------------------- | --------------------- | --------------------- | --------------------- |
| Mózes I.                            | Igen               | Igen               | Igen               | Igen                          | Igen                          | Igen                  | Igen                  | Igen                  | Igen                  |
| Mózes II.                           | Igen               | Igen               | Igen               | Igen                          | Igen                          | Igen                  | Igen                  | Igen                  | Igen                  |
| Mózes III.                          | Igen               | Igen               | Igen               | Igen                          | Igen                          | Igen                  | Igen                  | Igen                  | Igen                  |
| Mózes IV.                           | Igen               | Igen               | Igen               | Igen                          | Igen                          | Igen                  | Igen                  | Igen                  | Igen                  |
| Mózes V.                            | Igen               | Igen               | Igen               | Igen                          | Igen                          | Igen                  | Igen                  | Igen                  | Igen                  |
| Józsué                              | Igen               | Igen               | Igen               | Igen                          | Igen                          | Igen                  | Igen                  | Igen                  | Igen                  |
| Bírák                               | Igen               | Igen               | Igen               | Igen                          | Igen                          | Igen                  | Igen                  | Igen                  | Igen                  |
| Rúth                                | Igen               | Igen               | Igen               | Igen                          | Igen                          | Igen                  | Igen                  | Igen                  | Igen                  |
| Sámuel I.                           | Igen               | Igen               | Igen               | Igen                          | Igen                          | Igen                  | Igen                  | Igen                  | Igen                  |
| Sámuel II.                          | Igen               | Igen               | Igen               | Igen                          | Igen                          | Igen                  | Igen                  | Igen                  | Igen                  |
| Királyok I.                         | Igen               | Igen               | Igen               | Igen                          | Igen                          | Igen                  | Igen                  | Igen                  | Igen                  |
| Királyok II.                        | Igen               | Igen               | Igen               | Igen                          | Igen                          | Igen                  | Igen                  | Igen                  | Igen                  |
| Krónikák I.                         | Igen               | Igen               | Igen               | Igen                          | Igen                          | Igen                  | Igen                  | Igen                  | Igen                  |
| Krónikák II.                        | Igen               | Igen               | Igen               | Igen                          | Igen                          | Igen                  | Igen                  | Igen                  | Igen                  |
| Manassé imája (2 Krónika 36: 24-34) | Igen               | Igen               | Nem                | Nem                           | Nem                           | Igen                  | Igen                  | Nem                   | Igen                  |
| Ezsdrás                             | Igen               | Igen               | Igen               | Igen                          | Igen                          | Igen                  | Igen                  | Igen                  | Igen                  |
| Nehémiás                            | Igen               | Igen               | Igen               | Igen                          | Igen                          | Igen                  | Nem                   | Igen                  | Igen                  |
| Ezsdrás III.                        | Nem                | Igen               | Igen               | Nem                           | Nem                           | Igen                  | Nem                   | Nem                   | Igen                  |
| Tóbiás                              | Nem                | Igen               | Igen               | Igen                          | Nem                           | Igen                  | Nem                   | Igen                  | Igen                  |
| Judit                               | Nem                | Igen               | Igen               | Igen                          | Nem                           | Igen                  | Igen                  | Igen                  | Igen                  |
| Eszter                              | Igen               | Igen               | Igen               | Igen                          | Igen                          | Igen                  | Igen                  | Igen                  | Igen                  |
| Eszter könyvének kiegészítései      | Igen               | Igen               | Igen               | Igen                          | Nem                           | Igen                  | Nem                   | Igen                  | Igen                  |
| Jób                                 | Igen               | Igen               | Igen               | Igen                          | Igen                          | Igen                  | Igen                  | Igen                  | Igen                  |
| Zsoltárok (1-150)                   | Igen               | Igen               | Igen               | Igen                          | Igen                          | Igen                  | Igen                  | Igen                  | Igen                  |
| 151. zsoltár                        | Igen               | Igen               | Nem                | Nem                           | Nem                           | Igen                  | Nem                   | Igen                  | Igen                  |
| Példabeszédek                       | Igen               | Igen               | Igen               | Igen                          | Igen                          | Igen                  | Igen                  | Igen                  | Igen                  |
| Prédikátor                          | Igen               | Igen               | Igen               | Igen                          | Igen                          | Igen                  | Igen                  | Igen                  | Igen                  |
| Énekek éneke                        | Igen               | Igen               | Igen               | Igen                          | Igen                          | Igen                  | Igen                  | Igen                  | Igen                  |
| Bölcsesség k.                       | Nem                | Igen               | Igen               | Igen                          | Nem                           | Igen                  | Igen                  | Igen                  | Igen                  |
| Sirák fia k.                        | Nem                | Igen               | Igen               | Igen                          | Nem                           | Igen                  | Igen                  | Igen                  | Igen                  |
| Izajás (Ézsaiás)                    | Igen               | Igen               | Igen               | Igen                          | Igen                          | Igen                  | Igen                  | Igen                  | Igen                  |
| Jeremiás                            | Igen               | Igen               | Igen               | Igen                          | Igen                          | Igen                  | Igen                  | Igen                  | Igen                  |
| J. Siralmak                         | Igen               | Igen               | Igen               | Igen                          | Igen                          | Igen                  | Igen                  | Igen                  | Igen                  |
| Jeremiás levele                     | Nem                | Igen               | Igen               | Igen                          | Nem                           | Igen                  | Igen                  | Igen                  | Igen                  |
| Báruk könyve                        | Nem                | Igen               | Igen               | Igen                          | Nem                           | Igen                  | Igen                  | Igen                  | Igen                  |
| Ezékiel                             | Igen               | Igen               | Igen               | Igen                          | Igen                          | Igen                  | Igen                  | Igen                  | Igen                  |
| Dániel                              | Igen               | Igen               | Igen               | Igen                          | Igen                          | Igen                  | Igen                  | Igen                  | Igen                  |
| Kiegészítések Dániel könyvéhez      | Igen               | Igen               | Igen               | Igen                          | Nem                           | Igen                  | Igen                  | Igen                  | Igen                  |
| Kispróféták                         | Igen               | Igen               | Igen               | Igen                          | Igen                          | Igen                  | Igen                  | Igen                  | Igen                  |
| Makkabeus I.                        | Nem                | Igen               | Igen               | Igen                          | Nem                           | Igen                  | Igen                  | Igen                  | Igen                  |
| Makkabeus II.                       | Nem                | Igen               | Igen               | Igen                          | Nem                           | Igen                  | Igen                  | Igen                  | Igen                  |
| Makkabeus III.                      | Nem                | Igen               | Igen               | Nem                           | Nem                           | Igen                  | Igen                  | Nem                   | Igen                  |
| Ezsdrás IV.                         | Nem                | Igen               | Nem                | Nem                           | Nem                           | Igen                  | Nem                   | Nem                   | Igen                  |
| Вáruk apokalipszise                 | Nem                | Nem                | Nem                | Nem                           | Nem                           | Nem                   | Igen                  | Nem                   | Nem                   |
| Báruk IV.                           | Nem                | Nem                | Nem                | Nem                           | Nem                           | Nem                   | Nem                   | Nem                   | Igen                  |
| Énok I.                             | Nem                | Nem                | Nem                | Nem                           | Nem                           | Nem                   | Nem                   | Nem                   | Igen                  |
| Jubileumok                          | Nem                | Nem                | Nem                | Nem                           | Nem                           | Nem                   | Nem                   | Nem                   | Igen                  |

### Újszövetség
| Könyv                  | Ortodox | Katolikus | Protestáns | Örmény ap., szír, kopt egyházak | Etióp ortodox | Malankár és asszír egyházak | Eredeti nyelv      |
| ---------------------- | ------- | --------- | ---------- | ------------------------------- | ------------- | --------------------------- | ------------------ |
| Kanonikus evangéliumok |         |           |            |                                 |               |                             |                    |
| Máté                   | Igen    | Igen      | Igen       | Igen                            | Igen          | Igen                        | feltehetőleg görög |
| Márk                   | Igen    | Igen      | Igen       | Igen                            | Igen          | Igen                        | görög              |
| Lukács                 | Igen    | Igen      | Igen       | Igen                            | Igen          | Igen                        | görög              |
| János                  | Igen    | Igen      | Igen       | Igen                            | Igen          | Igen                        | görög              |
| Apostoli történelem    |         |           |            |                                 |               |                             |                    |
| Ap. Csel.              | Igen    | Igen      | Igen       | Igen                            | Igen          | Igen                        | görög              |
| katolikus levelek      |         |           |            |                                 |               |                             |                    |
| Jakab                  | Igen    | Igen      | Igen       | Igen                            | Igen          | Igen                        | görög              |
| Péter I.               | Igen    | Igen      | Igen       | Igen                            | Igen          | Igen                        | görög              |
| Péter II.              | Igen    | Igen      | Igen       | Igen                            | Igen          | Nem                         | görög              |
| János I.               | Igen    | Igen      | Igen       | Igen                            | Igen          | Igen                        | görög              |
| János II.              | Igen    | Igen      | Igen       | Igen                            | Igen          | Nem                         | görög              |
| János III.             | Igen    | Igen      | Igen       | Igen                            | Igen          | Nem                         | görög              |
| Júdás                  | Igen    | Igen      | Igen       | Igen                            | Igen          | Nem                         | görög              |
| Pál levelei            |         |           |            |                                 |               |                             |                    |
| Római                  | Igen    | Igen      | Igen       | Igen                            | Igen          | Igen                        | görög              |
| I. Kor.                | Igen    | Igen      | Igen       | Igen                            | Igen          | Igen                        | görög              |
| II. Kor.               | Igen    | Igen      | Igen       | Igen                            | Igen          | Igen                        | görög              |
| Galata                 | Igen    | Igen      | Igen       | Igen                            | Igen          | Igen                        | görög              |
| Efezus                 | Igen    | Igen      | Igen       | Igen                            | Igen          | Igen                        | görög              |
| Filippi                | Igen    | Igen      | Igen       | Igen                            | Igen          | Igen                        | görög              |
| Kolosszé               | Igen    | Igen      | Igen       | Igen                            | Igen          | Igen                        | görög              |
| I. Thessz.             | Igen    | Igen      | Igen       | Igen                            | Igen          | Igen                        | görög              |
| II. Thessz.            | Igen    | Igen      | Igen       | Igen                            | Igen          | Igen                        | görög              |
| I. Tim.                | Igen    | Igen      | Igen       | Igen                            | Igen          | Igen                        | görög              |
| II. Tim.               | Igen    | Igen      | Igen       | Igen                            | Igen          | Igen                        | görög              |
| Тitus                  | Igen    | Igen      | Igen       | Igen                            | Igen          | Igen                        | görög              |
| Filemon                | Igen    | Igen      | Igen       | Igen                            | Igen          | Igen                        | görög              |
| Zsidók                 | Igen    | Igen      | Igen       | Igen                            | Igen          | Igen                        | feltehetőleg görög |
| Apokalipszis           |         |           |            |                                 |               |                             |                    |
| Jelenések              | Igen    | Igen      | Igen       | Igen                            | Igen          | Nem                         | görög              |
| További könyvek        |         |           |            |                                 |               |                             |                    |
| Zsinatok               | Nem     | Nem       | Nem        | Nem                             | Igen          | Nem                         | arab               |
| A Szövetség könyve     | Nem     | Nem       | Nem        | Nem                             | Igen          | Nem                         | görög              |
| Kelemen könyve         | Nem     | Nem       | Nem        | Nem                             | Igen          | Nem                         | arab vagy görög    |
| Didascalia             | Nem     | Nem       | Nem        | Nem                             | Igen          | Nem                         | görög              |